# Роберт Купецький
Роберт Ришард Купецький (пол. Robert Ryszard Kupiecki) (народився 5 вересня 1967 року, Варшава, Польська Народна Республіка) — польський політолог і дипломат, посол США в 2008—2012 роках. В 2012—2015 роках державний підсекретар в Міністерстві національної оборони Польщі.

## Навчання
Роберт Купецький у 1991 році закінчив історичний факультет Варшавського університету. Потім він навчався у Державній школі публічної адміністрації, яку закінчив у 1994 році. Докторську дисертацію захистив у 1998 році на факультеті журналістики і політичних наук Варшавського університету.
У 2011 році в Інституті політичних наук Польської академії наук отримав ступінь габілітованого доктора політичних наук на основі дослідження «Сила і солідарність: Стратегія НАТО в 1949—1989 роках» (пол. Siła i solidarność. Strategia NATO 1949–1989). Також навчався у Женевському центрі політики безпеки. Роберт Купецький автор багатьох публікацій з новітньої історії та сучасних міжнародних відносин.

## Початок трудової діяльності
Після закінчення навчання працював в Інституті історії Польської академії наук та в редакції «Історичних відомостей». У 1994 році він став співробітником Міністерства закордонних справ, де займався питаннями багатосторонньої дипломатії і проблематикою міжнародної безпеки. У 1999—2004 році Роберт Купецький був заступником посла Польщі в НАТО. У 2004—2008 році він працює на посаді директора департаменту політики безпеки МЗС. Протягом 15 років був членом редколегії «Стратегічного щорічника», а також членом редакції «Міжнародних відносин».

## Дипломатична робота
З 6 лютого 2008 року по 28 липня 2012 року Роберт Купецький — надзвичайний і повноважний посол Польської Республіки в Сполучених Штатах Америки. Одночасно був акредитований у Співдружності Багамських островів і як спостерігач в Організації американських держав.
Після повернення на батьківщину, з 22 серпня 2012 року по 2015 обіймає посаду державного підсекретаря (заступника міністра) в Міністерстві національної оборони. 

## Нагороди
- Кавалер ордена «Polonia Restituta» (2012)[5]
- Золота медаль «За заслуги при захисті країни»
- Срібна медаль «За заслуги при захисті країни»
- Офіцерський хрест ордена «За заслуги перед Литвою» (2005)
- Орден Хреста землі Марії V класу (Естонія, 2008)[6]
- Срібна медаль заслуг Словацької Республіки

## Вибрані публікації
- Natchnienie milionów. Kult Józefa Stalina w Polsce 1944—1956, Warszawa 1992. ISBN 83-02-05132-2
- NATO a operacje pokojowe. Studium sojuszu w transformacji, Warszawa-Toruń 1998. ISBN 83-7174-821-9
- NATO u progu XXI wieku, Warszawa 2000. ISBN 83-87545-51-1
- Od Londynu do Waszyngtonu. NATO w latach dziewięćdziesiątych, Warszawa 1998. ISBN 83-87545-09-0
- Na zakręcie historii. Poznań 1956 (у співавторстві з Єжи Ейслером), Warszawa 1992. ISBN 83-02-04953-0
- Historia polityczna świata 1945—1995. Kalendarium (у співавторстві з Markiem Deszczyńskim і Tomaszem Moszczyńskim), Warszawa 1996. ISBN 83-902522-0-1
- Polityka zagraniczna Polski 1918—1994 (у співавторстві з Krzysztofem Szczepanikiem), Warszawa 1995. ISBN 83-85838-37-6
- Siła i solidarność. Strategia NATO 1949—1989, Warszawa 2009. ISBN 978-83-89607-59-1
- Organizacja Traktatu Półnoatlantyckiego, Warszawa 2016, ISBN 978-83-65427-03-8
- Stosunki NATO-Federacja Rosyjska w świetle dokumentów (у співавторстві з Markiem Menkiszakiem), Warszawa 2018, ISBN 978-83-64895-98-2